# Liste des sites mégalithiques inscrits au patrimoine mondial
Cet article recense les sites mégalithiques inscrits au patrimoine mondial.

## Liste

### Patrimoine mondial
Les sites mégalithiques suivants sont inscrits au patrimoine mondial à la fin 2023. Ils peuvent être explicitement protégés (comme par exemple les sites de dolmens de Gochang, Hwasun et Ganghwa en Corée du Sud), ou faire partie d'un ensemble inscrit plus large (comme les moaïs du parc national de Rapa Nui au Chili).
Le terme « mégalithique » est pris au sens large : les bien inscrits comprennent des cultures et des formes (menhirs, dolmens, statues, sphères, etc.) très différentes.
| Id.  | Bien                                                                                  | Pays            | Année | Notes                                                                                 | Coordonnées                   | Illus. |
| ---- | ------------------------------------------------------------------------------------- | --------------- | ----- | ------------------------------------------------------------------------------------- | ----------------------------- | ------ |
| 715  | Parc national de Rapa Nui                                                             | Chili           | 1995  | Comprend plusieurs centaines de moaïs                                                 | 27° 06′ 47″ S, 109° 20′ 13″ O |        |
| 744  | Parc archéologique de San Agustín                                                     | Colombie        | 1995  | Ensemble de monuments religieux et de sculptures mégalithiques                        | 1° 54′ 43″ N, 76° 13′ 59″ O   |        |
| 977  | Sites de dolmens de Gochang, Hwasun et Ganghwa                                        | Corée du Sud    | 2000  | Comprend trois sites regroupant plusieurs centaines de dolmens                        | 32° 53′ N, 126° 52′ E         |        |
| 25   | Établissements de chefferies précolombiennes avec des sphères mégalithiques du Diquís | Costa Rica      | 2014  | Plusieurs sites : Batambal, El Silencio (en), Finca 6, Grijalba, île del Caño         | 8° 54′ 40″ N, 83° 28′ 41″ O   |        |
| 1501 | Site de dolmens d'Antequera                                                           | Espagne         | 2016  | Comprend les dolmens de Menga, Viera et El Romeral                                    | 37° 01′ 30″ N, 4° 32′ 38″ O   |        |
| 1528 | Sites préhistoriques de la Minorque talayotique                                       | Espagne         | 2023  | Comprend 9 sites distincts.                                                           | 39° 59′ 53″ N, 3° 54′ 32″ E   |        |
| 1641 | Le paysage culturel du pays gedeo                                                     | Éthiopie        | 2023  | Comprend les sites mégalithiques de Chelba Tuttiti, Sakaro Sodo, Sede et Tuttofella   | 6° 14′ 56″ N, 38° 17′ 16″ E   |        |
| 1333 | Paysage culturel du pays konso                                                        | Éthiopie        | 2011  | Comprend des pierres dressées et des stèles funéraires.                               | 5° 17′ 42″ N, 37° 24′ 00″ E   |        |
| 1725 | Mégalithes de Carnac et des rives du Morbihan                                         | France          | 2025  | Comprend les alignements de Carnac                                                    | 47° 35′ 06″ N, 3° 04′ 44″ O   |        |
| 1226 | Cercles mégalithiques de Sénégambie                                                   | Gambie, Sénégal | 2006  | Comprend 4 grands ensembles regroupant près d'une centaine de cercles mégalithiques   | 13° 41′ 28″ N, 15° 31′ 19″ O  |        |
| 659  | Brú na Bóinne - Ensemble archéologique de la vallée de la Boyne                       | Irlande         | 1993  | Comprend un ensemble de tumulus, de mégalithes et d'enclos préhistoriques             | 53° 41′ 10″ N, 6° 27′ 00″ O   |        |
| 833  | Su Nuraxi de Barumini                                                                 | Italie          | 1997  |                                                                                       | 39° 42′ 07″ N, 8° 59′ 28″ E   |        |
| 1730 | Tradition funéraire dans la Sardaigne préhistorique – les domus de janas              | Italie          | 2025  | La proposition comprend 18 sites distincts                                            | 40° 37′ 23″ N, 8° 24′ 11″ E   |        |
| 1587 | Sites de jarres mégalithiques de Xieng Khouang – plaine des Jarres                    | Laos            | 2019  |                                                                                       | 19° 28′ N, 103° 11′ E         |        |
| 130  | Hypogée de Ħal Saflieni                                                               | Malte           | 1980  |                                                                                       | 35° 52′ 01″ N, 14° 30′ 25″ E  |        |
| 132  | Temples mégalithiques de Malte                                                        | Malte           | 1980  | Comprend les sites de Ġgantija, Ħaġar Qim, Ħal Tarxien, Mnajdra, Skorba et Ta' Ħaġrat | 36° 02′ 42″ N, 14° 16′ 08″ E  |        |
| 1503 | Nan Madol : centre cérémoniel de la Micronésie orientale                              | Micronésie      | 2016  |                                                                                       | 6° 50′ 06″ N, 158° 19′ 52″ E  |        |
| 1621 | Monuments des pierres à cerfs et sites associés de l'âge du bronze                    | Mongolie        | 2023  | Comprend 4 sites distincts                                                            | 47° 44′ 35″ N, 101° 13′ 34″ E |        |
| 514  | Cœur néolithique des Orcades                                                          | Royaume-Uni     | 1999  | Comprend Skara Brae, le cercle de Brodgar, Maeshowe et les pierres levées de Stenness | 58° 59′ 38″ N, 3° 11′ 20″ O   |        |
| 373  | Stonehenge, Avebury et sites associés                                                 | Royaume-Uni     | 1986  | Comprend près d'une vingtaine de sites distincts autour de Stonehenge et Avebury      | 51° 10′ 34″ N, 1° 49′ 30″ O   |        |
| 5612 | Göbekli Tepe                                                                          | Turquie         | 2018  |                                                                                       | 37° 13′ 08″ N, 38° 55′ 23″ E  |        |

### Listes indicatives

#### Sites actuels
Les sites mégalithiques suivants ne sont pas inscrits au patrimoine mondial, mais font l'objet d'une inscription sur une liste indicative nationale. Cette inscription est un préalable à tout examen de la demande par le Comité du patrimoine mondial, mais ne présage pas l'aboutissement de la candidature.
| Id.  | Bien                                                                                 | Pays                      | Année | Critères et notes                                                                       | Coordonnées                  | Illus. |
| ---- | ------------------------------------------------------------------------------------ | ------------------------- | ----- | --------------------------------------------------------------------------------------- | ---------------------------- | ------ |
| 6636 | Structures de pierre préhistoriques en Arabie saoudite                               | Arabie saoudite           | 2023  | Comprend 10 sites distincts.                                                            | 29° 48′ 43″ N, 40° 13′ 12″ E |        |
| 6323 | Mégalithes de Djohong                                                                | Cameroun                  | 2018  |                                                                                         | 6° 00′ 58″ N, 14° 39′ 11″ E  |        |
| 6326 | Mégalithiques de Sa'a                                                                | Cameroun                  | 2006  | Comprend deux groupes de mégalithes                                                     | 4° 21′ 18″ N, 11° 26′ 24″ E  |        |
| 6466 | Shimal (en)                                                                          | Émirats arabes unis       | 2020  |                                                                                         | 25° 49′ 05″ N, 56° 01′ 55″ E |        |
| 6529 | Hire Benakal (en), site mégalithique                                                 | Inde                      | 2021  |                                                                                         | 15° 26′ 16″ N, 76° 27′ 22″ E |        |
| 6802 | Sites d'art rupestre de la vallée de la Chambal                                      | Inde                      | 2024  | Comprend plusieurs sites mégalithiques.                                                 | 26° 17′ 31″ N, 78° 13′ 48″ E |        |
| 6802 | Menhirs mégalithiques de Mudumal (en)                                                | Inde                      | 2025  |                                                                                         | 16° 22′ 44″ N, 77° 24′ 40″ E |        |
| 6529 | Hire Benakal (en), site mégalithique                                                 | Inde                      | 2021  |                                                                                         | 15° 26′ 16″ N, 76° 27′ 22″ E |        |
| 5462 | Habitat traditionnel de Tana Toraja                                                  | Indonésie                 | 2009  | Comprend de nombreux menhirs funéraires.                                                | 2° 59′ 02″ N, 119° 44′ 02″ E |        |
| 6826 | Patrimoine culturel mégalithique de la région de Lore Lindu                          | Indonésie                 | 2025  | Deux sites : Tadulako et Pokekea (en)                                                   | 42° 40′ 05″ N, 20° 15′ 29″ E |        |
| 6635 | Le paysage des tombes à couloir du comté de Sligo                                    | Irlande                   | 2023  | Comprendrait les sites de Carrowmore et Carrowkeel (en).                                | 54° 15′ 00″ N, 8° 31′ 08″ O  |        |
| 1488 | Har Karkom                                                                           | Israël                    | 2000  |                                                                                         | 30° 17′ 20″ N, 34° 44′ 35″ E |        |
| 6557 | Monuments nuraghiques de Sardaigne                                                   | Italie                    | 2021  | Comprend 31 sites distincts                                                             | 41° 03′ 00″ N, 9° 21′ 22″ E  |        |
| 6663 | Les sites de piliers de pierre du bassin du Turkana                                  | Kenya                     | 2023  | Comprend les sites de Kalokol, Lothagam, Jarigole et Lokori.                            | 3° 25′ 23″ N, 35° 48′ 11″ E  |        |
| 6430 | Ensemble des monuments historiques et des sites naturels du village de Menjez        | Liban                     | 2019  | Comprend plus d'une centaine de tombes mégalithiques                                    | 34° 36′ 54″ N, 36° 14′ 46″ E |        |
| 1994 | Sites régionaux de la monnaie de pierre de Yap                                       | Micronésie                | 2004  |                                                                                         | 9° 33′ 32″ N, 138° 10′ 12″ E |        |
| 1932 | Sites de carrières de monnaie de pierre                                              | Palaos                    | 2004  | Comprend les sites de Chelechol ra Orrak et Uet el Daob ma Uet el Beluu                 | 7° 21′ 00″ N, 134° 33′ 54″ E |        |
| 4003 | Mégalithes de Bouar                                                                  | République centrafricaine | 2006  |                                                                                         | 5° 53′ 42″ N, 15° 15′ 00″ E  |        |
| 5684 | Mausolées royaux de Numidie, de la Maurétanie et monuments funéraires pré-islamiques | Tunisie                   | 2012  | Comprend plusieurs ensembles mégalithiques, comme les mégalithes d'Ellès ou de Makthar. | 35° 56′ 49″ N, 9° 05′ 49″ E  |        |
| 5075 | Site archéologique de Kamiana Mohyla                                                 | Ukraine                   | 2006  |                                                                                         | 46° 56′ 49″ N, 35° 28′ 12″ E |        |

#### Anciens sites
Les sites mégalithiques suivants ont fait l'objet d'une inscription sur une liste indicative nationale par le passé, avant d'en être retirés par la suite.
| Bien                                                          | Pays       | Année       | Notes | Coordonnées                  | Illus. |
| ------------------------------------------------------------- | ---------- | ----------- | --- | ---------------------------- | ------ |
| Les Céide Fields (en) et les tourbières du nord-ouest du Mayo | Irlande    | 2010 - 2023 | Le site archéologique des Céide Fields (en) comprend, entre autres, la tombe à cour de Behy (en), un monument mégalithique. | 54° 18′ 18″ N, 9° 27′ 25″ O  |        |
| Mausolées mégalithiques de la culture Begazy-Dandybai (en)    | Kazakhstan | 1998 - 2021 | Ensemble de 18 mausolées mégalithiques.                                                                                     | 48° 44′ 49″ N, 74° 00′ 00″ E |        |
| La côte sud-ouest                                             | Portugal   | 2017 - 2025 | Le dossier d'inscription mentionnait la concentration exceptionnelle de menhirs dans la région.                             | 37° 03′ 18″ N, 8° 51′ 36″ O  |        |